# James Purefoy

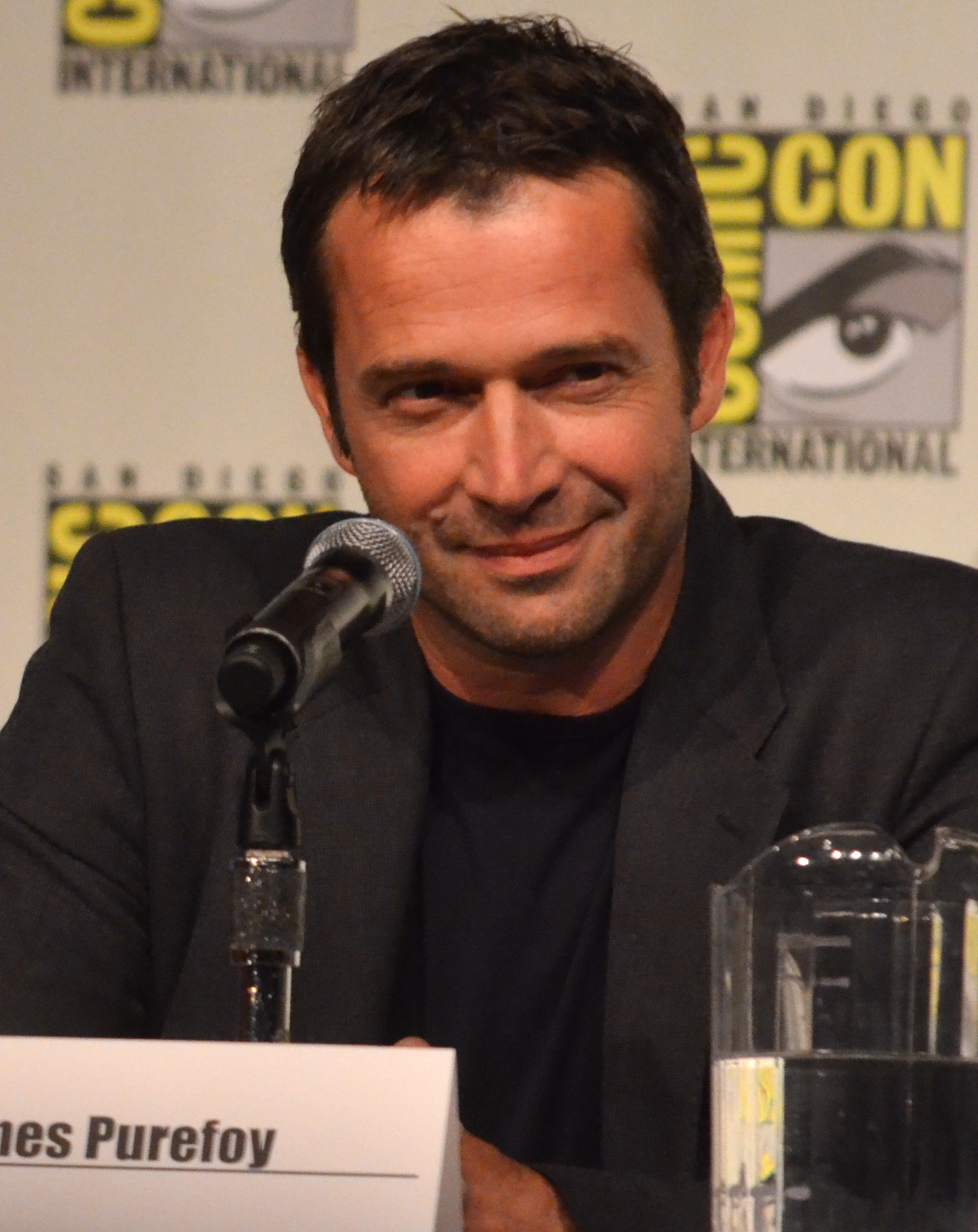
James Purefoy (2012)

James Brian Mark Purefoy (* 3. Juni 1964 in Taunton, Somerset) ist ein britischer Schauspieler.

## Leben und Karriere
Purefoy studierte Schauspiel an der Central School of Speech and Drama und begann seine Karriere bei der Royal Shakespeare Company. Ursprünglich nur für eine Nebenrolle eingeplant, blieb er zwei Jahre und spielte unter anderem den Edgar in König Lear und Malcolm in Macbeth. Er arbeitete weiterhin beim Theater, nahm aber in den nächsten Jahren immer wieder Fernsehrollen an, bevor ihm schließlich der Sprung auf die Kinoleinwand gelang. Einem großen Publikum bekannt wurde er vor allem als Prinz Edward im Hollywoodfilm Ritter aus Leidenschaft (2001) an der Seite von Heath Ledger und Paul Bettany. Es folgten Rollen in Resident Evil (2002) und George und das Ei des Drachen (2004).
Purefoy war 2005 der ursprüngliche Darsteller des maskierten Rächers in dem Film V wie Vendetta, stieg aber wegen künstlerischer Differenzen aus den bereits laufenden Dreharbeiten aus und wurde durch Hugo Weaving ersetzt. Die bereits mit ihm gedrehten Szenen wurden von Weaving nachsynchronisiert.
Trotz seiner Kinoerfolge arbeitet Purefoy weiterhin beim Fernsehen. So nahm er jeweils die Titelrolle in Blackbeard: Terror at Sea und Beau Brummell an. Von 2005 bis 2007 spielte er Marcus Antonius in der Fernsehserie Rom. Im Februar 2012 wurde er für Kevin Williamsons Thriller-Serie The Following des Senders Fox besetzt, in der er den Serienmörder Joe Carroll verkörpert.
2014 spielte er den Rivalen von David Guetta im Musikvideo zu dessen Single Dangerous.
Purefoy hat einen Sohn aus einer früheren Beziehung mit der Schauspielkollegin Holly Aird. 2014 heiratete er seine langjährige Freundin Jessica Adams, mit der er eine gemeinsame Tochter hat. 

## Filmografie (Auswahl)
- 1991: Sherlock Holmes (The Case-Book of Sherlock Holmes, Fernsehserie, Folge Das Rätsel von Boscombe Valley)
- 1995: Die Scharfschützen (Sharpe, Fernsehreihe, Folge Jenseits des Todes)
- 1998: Kreuz und queer (Bedrooms and Hallways)
- 1999: Mansfield Park
- 2000: Maybe Baby
- 2001: Ritter aus Leidenschaft (A Knight’s Tale)
- 2002: Resident Evil
- 2004: George und das Ei des Drachen (George and the Dragon)
- 2004: Blessed – Kinder des Teufels (Blessed)
- 2004: Vanity Fair – Jahrmarkt der Eitelkeit (Vanity Fair)
- 2005–2007: Rom (Fernsehserie, 22 Folgen)
- 2006: Blackbeard – Der wahre Fluch der Karibik (Blackbeard: Terror at Sea, Fernsehfilm)
- 2006: Beau Brummell (Fernsehfilm)
- 2009: Solomon Kane
- 2009: The Philanthropist (Fernsehserie, 8 Folgen)
- 2011: Ironclad – Bis zum letzten Krieger (Ironclad)
- 2011: Camelot (Fernsehserie, 3 Folgen)
- 2011: Injustice – Unrecht! (Injustice, TV-Miniserie, 5 Folgen)
- 2011: Revenge (Fernsehserie, 2 Folgen)
- 2012: John Carter – Zwischen zwei Welten (John Carter)
- 2013–2015: The Following (Fernsehserie, 45 Folgen)
- 2014: Wicked Blood
- 2015: Momentum
- 2015: High-Rise
- 2016–2018: Hap and Leonard (Fernsehserie, 18 Folgen)
- 2016: Roots (Fernsehserie, 2 Folgen)
- 2017: Churchill
- 2018: Altered Carbon – Das Unsterblichkeitsprogramm (Altered Carbon, Fernsehserie, 10 Folgen)
- 2019: Fisherman’s Friends – Vom Kutter in die Charts (Fisherman’s Friends)
- 2019–2020: Sex Education (Fernsehserie, 4 Folgen)
- 2020: Kampf um den Halbmond (No Man’s Land, TV-Miniserie, 8 Folgen)
- 2020–2022: Pennyworth (Fernsehserie)
- 2022: Fisherman’s Friends 2 – Gegen den Wind, auf das Leben! (Fisherman’s Friends: One and All)
- 2022: Marie Antoinette (Fernsehserie, 4 Folgen)
- 2023: Mr. Monk’s Last Case: A Monk Movie (Fernsehfilm)